# Hövding
För cykelhjälmen se Hövding (cykelhjälm).
|  | Wiktionary har en ordboksartikel om hövding. |

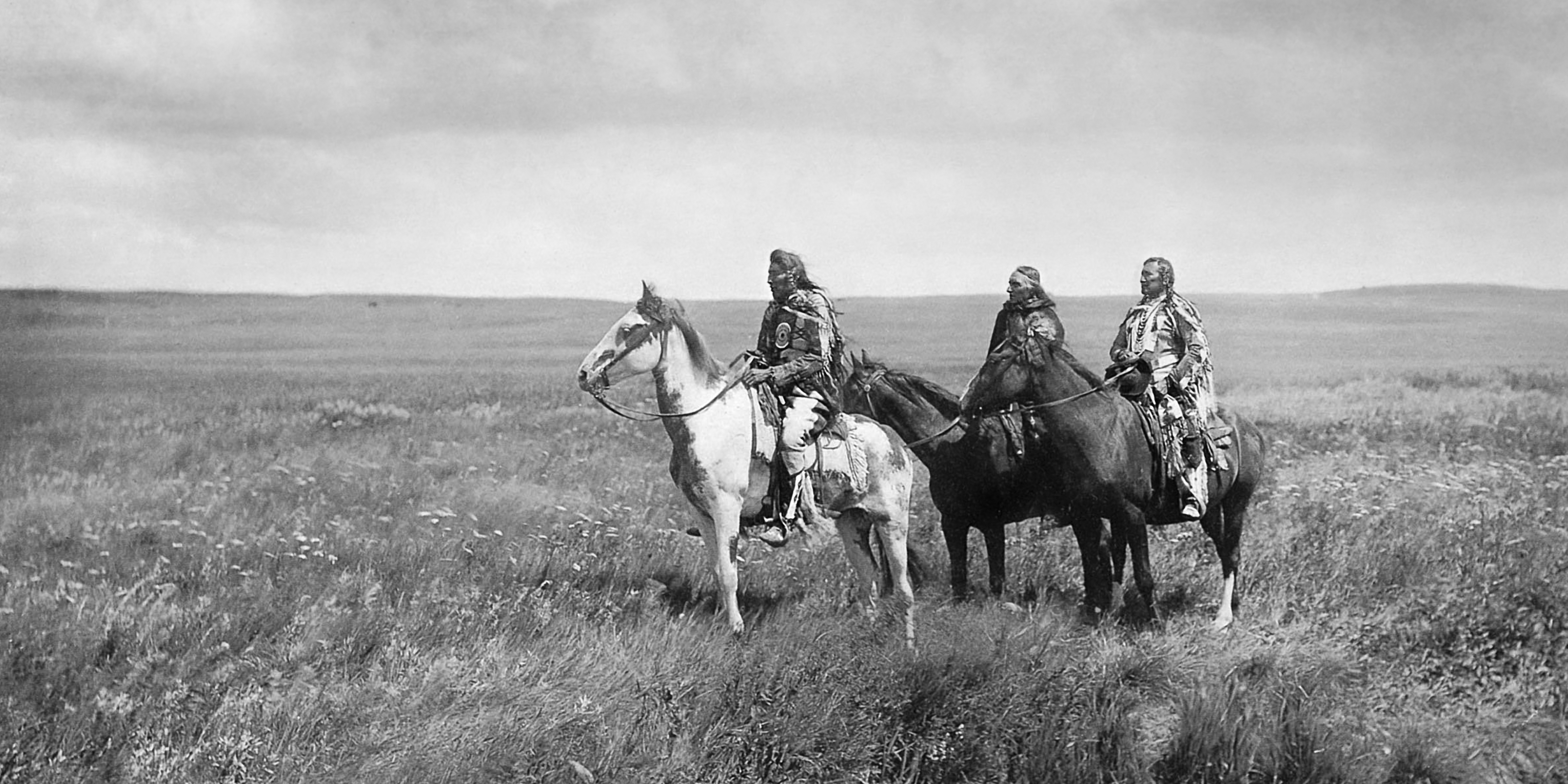
Tre hövdingar för svartfotsindianerna (1900).

En hövding är en innehavare av det högsta ämbetet i ett hövdingadöme, det vill säga ett samhälle som utvecklat yrkesfördelning, men inte är lika utvecklat och välorganiserat som en stat, exempelvis ett småkungarike. Gränsen mellan termerna hövding, furste och kung är ofta flytande.
Ett hövdingadöme kan ses som ett mellanting mellan det löst organiserade stam- och klansamhället, och den hårt organiserade staten. I samband med förhistorisk och förromersk tid kallas Europas kungariken även för hövdingadömen, medan de statsbildningar som uppkom efter att Romarriket drog sig tillbaka (och som ofta hade krönta kristna kungar) kallas småkungariken. I den isländska medeltida litteraturen så kallas ibland inflytelserika personer så som kungar och jarlar för "hövding", vilket har gjort att man inom populärkulturen brukar referera till "vikingahövdingar". 
En titel som används för mindre komplexa samhällen, särskilt i Söderhavet och på Nya Guinea, är big man.[källa behövs]
I Sverige benämndes fram till 1918 de svenska länen hövdingadömen.[källa behövs] Benämningen landshövding lever fortfarande kvar.